# Ульяновське (Чечня)
Ульяновське (рос. Ульяновское) — село у Наурському районі Чечні Російської Федерації.
Населення становить 1229 осіб. Входить до складу муніципального утворення Ульяновське сільське поселення.

## Історія
Згідно із законом від 14 липня 2008 року органом місцевого самоврядування є Ульяновське сільське поселення.

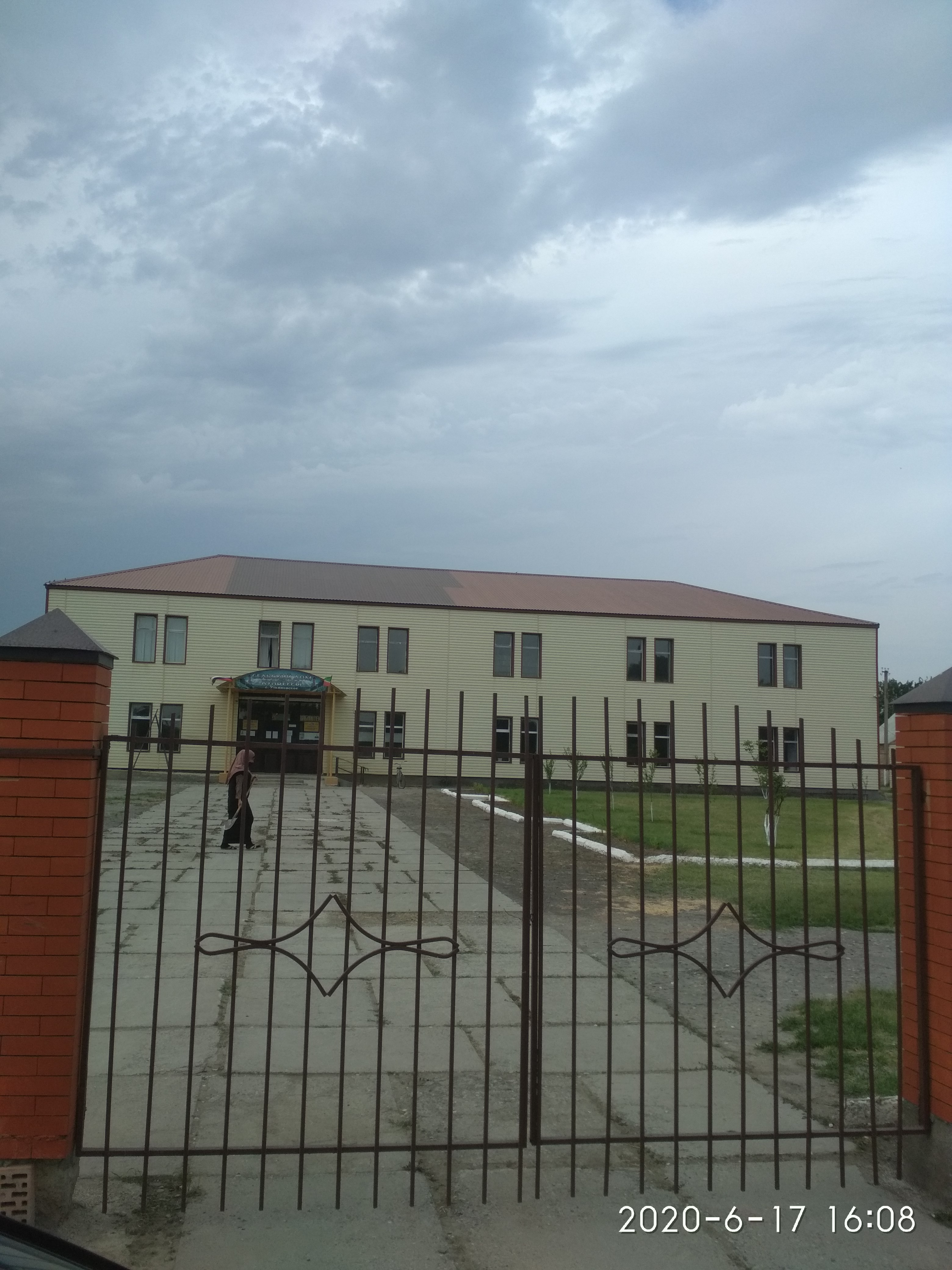
Дім культури

## Населення
| 1990  | 2002  | 2010  | 2012  | 2013  | 2014  | 2015  |
| ----- | ----- | ----- | ----- | ----- | ----- | ----- |
| 989   | ↗996  | ↗1087 | ↗1121 | ↗1131 | ↗1151 | ↗1171 |
| 2016  | 2017  | 2018  | 2019  |       |       |       |
| ↗1197 | ↗1205 | ↗1212 | ↗1229 |       |       |       |